# اس‌اس کاتالینا
اس‌اس کاتالینا (به انگلیسی: SS Catalina) یک کشتی بود که طول آن 302 ft. بود. این کشتی در سال ۱۹۲۴ ساخته شد.